# Het Schouwtooneel
Het Schouwtooneel, later het Het Nieuwe Schouwtooneel, was een Nederlands toneelgezelschap.

## Geschiedenis
Het Schouwtooneel werd in 1919 opgericht door Adriaan van der Horst en Jan Musch. Het eerste stuk dat het gezelschap speelde was Het wederzijds huwelijksbedrog van de Haarlemmer Pieter Langendijk. Het gezelschap speelde die avond ook in de Haarlemse Schouwburg. Ondanks dat het toneel gevestigd was in Amsterdam, had de directie gedeeltelijk onderdak gevonden in Haarlem en Utrecht. Naast de vele Nederlandse stukken die het gezelschap speelde, kwamen ook stukken van Shakespeare en Molière, Ibsen en Björnson, Pirandello en Shaw voorbij. Ko van Dijk jr., de zoon van Ko van Dijk sr., debuteerde als acteur in 1932 in De Kingsfordschool, een stuk van Cissy van Marxveldt. Het overlijden van actrices Greta Lobo, Wilhelmina van der Horst-van der Lugt Melsert en Stine van der Gaag leidden crisisjaren in voor Het Schouwtooneel. Spelers vertrokken naar andere gezelschappen en in 1933 ging Het Schouwtooneel failliet. Na een doorstart van Ko van Dijk Sr. en Frits Bouwmeester ging het gezelschap door als Het Nieuwe Schouwtooneel. Na het onverwachte overlijden van Ko van Dijk sr. in 1937, was het afgelopen met de voorstellingen van Het Nieuwe Schouwtooneel.

## Spelers
- Ko van Dijk sr.
- Stine van der Gaag
- Wilhelmina van der Horst-van der Lugt Melsert
- Frits Bouwmeester jr.
- Hesje van Rijk
- Carel Rijken
- Ko van Dijk jr.
- Greta Lobo
- Jetty Riecker
- Dogi Rugani
- Leonie Brandt[1]

## Toneelschrijvers
Het Schouwtooneel speelde veel werken van Nederlandse bodem, onder andere geschreven door toneelschrijvers als:
- Vondel
- Bredero
- Herman Heijermans
- Frederik van Eeden
- Anna van Gogh-Kaulbach
- Ina Boudier-Bakker
- Jan Fabricius
- Jan Walch